# SV Drachten
Schietsportvereniging Drachten is een Nederlandse vereniging voor de schietsport in Drachten.
SV Drachten werd in 1992 opgericht door een aantal bevriende sportschutters. Zij besloten dat het tijd werd voor een schietsportvereniging in de regio. Op 11 december 1992 werd een voorlopig bestuur gevormd van wat nu SV Drachten is.
SV Drachten is in de loop van de tijd uitgegroeid tot de grootste schietvereniging van Noord-Nederland. Sinds 9 januari 2010 is SV Drachten met een "Kroon" gecertificeerd door de Koninklijke Nederlandse Schietsport Associatie.